# Préchac (Pireneje Wysokie)
Préchac – miejscowość i gmina we Francji, w regionie Oksytania, w departamencie Pireneje Wysokie.
Według danych na rok 1990 gminę zamieszkiwało 209 osób, a gęstość zaludnienia wynosiła 131 osób/km² (wśród 3020 gmin regionu Midi-Pireneje Préchac plasuje się na 854. miejscu pod względem liczby ludności, natomiast pod względem powierzchni na miejscu 1734.).